# Гарднер (Массачусетс)
Гарднер (англ. Gardner) — місто (англ. city) в США, в окрузі Вустер штату Массачусетс. Населення — 21 287 осіб (2020). Місто назване на честь полковника Томаса Ґарднера (1724—1775).

## Географія
Гарднер розташований за координатами 42°35′11″ пн. ш. 71°59′17″ зх. д. / 42.58639° пн. ш. 71.98806° зх. д. (42.586516, -71.988062).  За даними Бюро перепису населення США в 2010 році місто мало площу 59,64 км², з яких 57,19 км² — суходіл та 2,44 км² — водойми.

## Демографія
Згідно з переписом 2010 року, у місті мешкало 20 228 осіб у 8224 домогосподарствах у складі 5011 родини. Густота населення становила 339 осіб/км².  Було 9126 помешкань (153/км²).
Расовий склад населення:
| - 91,4 % — білих - 2,8 % — чорних або афроамериканців - 1,4 % — азіатів - 0,3 % — корінних американців - 1,7 % — осіб інших рас |

До двох чи більше рас належало 2,2 %. Частка іспаномовних становила 7,1 % від усіх жителів.
За віковим діапазоном населення розподілялося таким чином: 20,8 % — особи молодші 18 років, 64,4 % — особи у віці 18—64 років, 14,8 % — особи у віці 65 років та старші. Медіана віку мешканця становила 40,6 року. На 100 осіб жіночої статі у місті припадало 104,9 чоловіків;  на 100 жінок у віці від 18 років та старших — 103,1 чоловіків також старших 18 років.
Середній дохід на одне домашнє господарство  становив 56 169 доларів США (медіана — 43 905), а середній дохід на одну сім'ю — 62 844 долари (медіана — 55 949). Медіана доходів становила 48 750 доларів для чоловіків та 37 091 долар для жінок. За межею бідності перебувало 19,1 % осіб, у тому числі 32,9 % дітей у віці до 18 років та 8,2 % осіб у віці 65 років та старших.
Цивільне працевлаштоване населення становило 8602 особи. Основні галузі зайнятості: освіта, охорона здоров'я та соціальна допомога — 26,1 %, виробництво — 18,4 %, роздрібна торгівля — 12,5 %, мистецтво, розваги та відпочинок — 10,4 %.